# Cattedrale di San Giovanni Battista (Porto Rico, Chiesa cattolica)

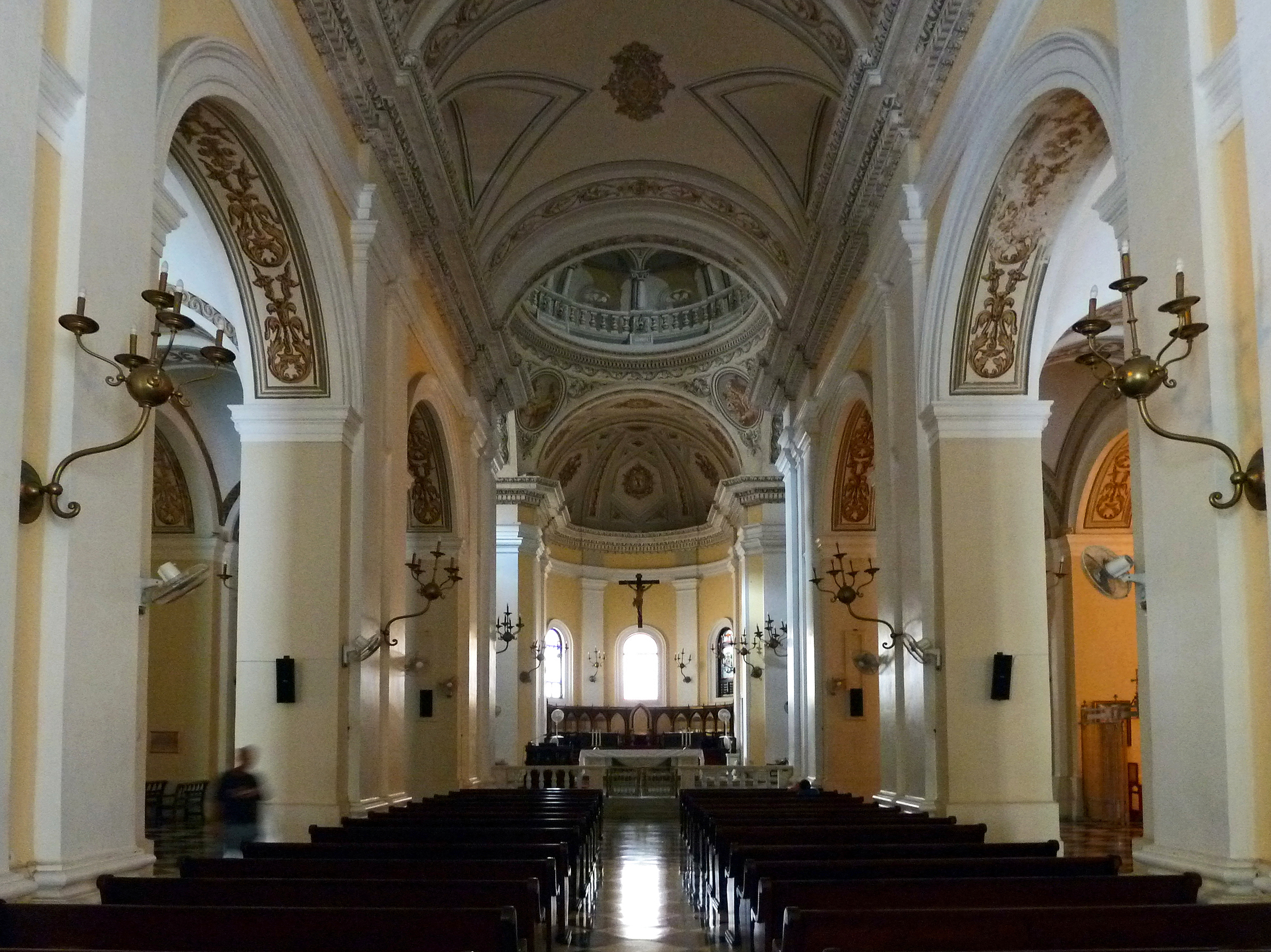
L'interno della cattedrale

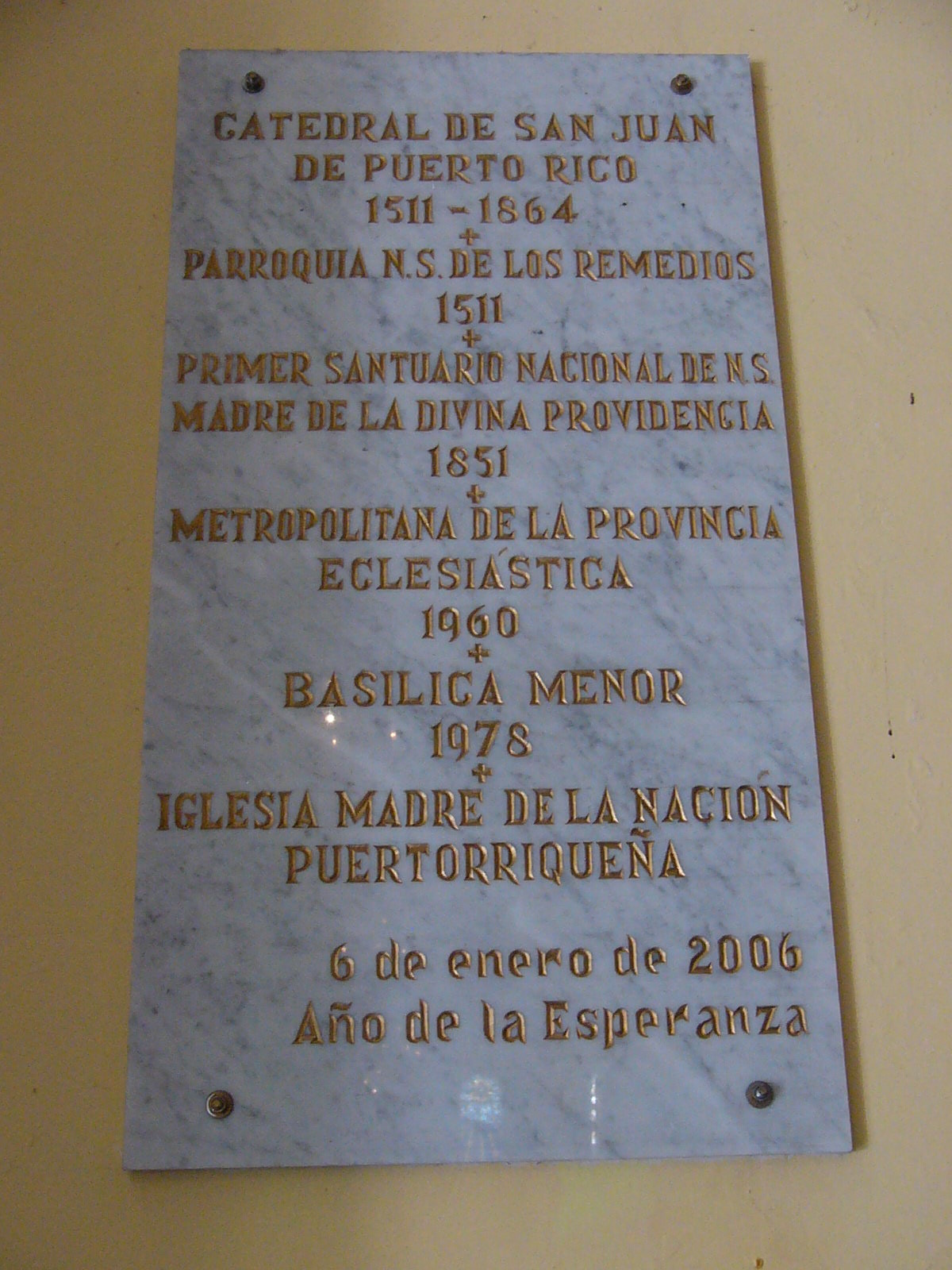
Placca con iscrizioni dorate

La Cattedrale Metropolitana di San Juan Bautista di Porto Rico è la sede dell'Arcidiocesi di San Juan, che si trova nella città di San Juan, nel quartiere vecchio, in calle del Cristo.

## Descrizione
Fu costruita in legno nel 1521, distrutta da una tempesta e poi ricostruita nel 1529. È la chiesa più antica degli Stati Uniti e la seconda del continente americano, per antichità, dopo la Cattedrale di Nostra Signora dell'Incarnazione di Santo Domingo.
Il 25 gennaio 1978, papa Paolo VI, su richiesta dell'arcivescovo di San Juan, cardinale Luis Aponte Martínez, fu elevata al rango di basilica minore. 
In essa sono contenuti i resti dell'esploratore e conquistador Juan Ponce de León, come le reliquie di san Pio I.
Inoltre contiene un dipinto raffigurante la Nostra Signora di Guadalupe con il titolo Patrona de México y Emperatriz de las Américas (Patrona del Messico e imperatrice delle Americhe). Sull'altar maggiore è esposto un Crocifisso, nelle cappelle laterali si trovano raffigurazioni di San Giovanni Battista e della Vergine dei Rimedi.
La cattedrale è anche Santuario nazionale della Madonna della Divina Provvidenza, patrona di Porto Rico.
Il primo organista della Cattedrale di San Juan fu il canario Domingo Crisanto Delgado Gómez, proveniente dall'isola di Tenerife, che si trasferì qui nel 1836, dopo essere stato compositore nella Cattedrale di Nuestra Señora de los Remedios a San Cristóbal de La Laguna, nella sua isola natale.

## Cappelle

### Cappella del Santissimo Sacramento
Anche nota come Sacrario Metropolitano. A differenza di altre cattedrali latinoamericane come la Cattedrale di Città del Messico e la Cattedrale primaziale di Colombia a Bogotà, si trova all'interno della cattedrale. Contiene il sacrario e alcuni dipinti antichi.

### Cappella di Nostra Signora di Guadalupe
Benché dedicata alla Vergine di Guadalupe del Messico, vi si trovano immagini del Bambino Gesù, di san Giuda Taddeo e della Madonna Addolorata. Vis i trova inoltre una copia fedele del Santo Tilma di san Juan Diego, autorizzato e firmato dal cardinale Norberto Rivera Carrera, arcivescovo di Città del Messico. È bordato da una cornice di oro e perle e un'iscrizione ove si legge:
Reina de México y Emperatriz de América
(Regina del Messico e Imperatrice dell'America)

### Cappella di Nostra Signora della Divina Provvidenza

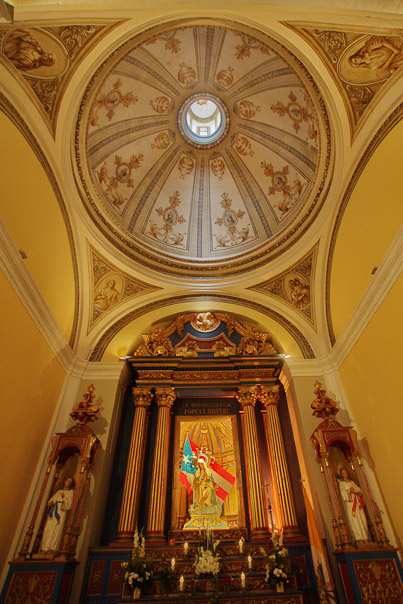
Altare della Madonna della Divina Provvidenza, Patrona di Porto Rico all'interno della Cattedrale

È un "camerino" che contiene un'immagine della Madonna della Divina Provvidenza, patrona di Porto Rico. A un lato vi è un'iscrizione ove si legge Nuestra Señora de la Providencia, Protectora de Puerto Rico (1853-1953).

### Cappella di San Pio I e reliquie
Si trova a destra della sacrestia. Contiene le reliquie di san Pio I, nono papa della Chiesa cattolica. Contiene inoltre le vestimenta e gli ornamenti usati da papa Giovanni Paolo II durante la sua visita a Porto Rico nel 1984.

### Tomba o Mausoleo di Juan Ponce de León
In questa Cappella si trova il sepolcro del conquistador don Juan Ponce de León.

### Cappella dell'Inmacolata Concezione
Contiene un dipinto dell'Immacolata Concezione. Contiene inoltre un'immagine di Nostra Signora del Perpetuo Soccorso. La cappella funge anche da porta laterale.